# Jimmy Murphy
James Patrick Murphy, detto Jimmy (Pentre, 8 agosto 1910 – Manchester, 14 novembre 1989), è stato un calciatore e allenatore di calcio gallese, di ruolo centrocampista.

## Primi anni
Nato a Pentre, nella valle di Rhondda, Murphy da ragazzo frequentò la Ton Pentre Village School e suonò l'organo.
Crebbe nelle squadre locali del Ton Pentre Boys, Treorchy Thursday Football Club, Treorchy Juniors e Mid-Rhondda Boys, e nel 1924 a Cardiff rappresentò la sua nazione, il Galles, contro una selezione inglese di studenti.

## Carriera

### Giocatore

#### Club
Passò al professionismo diciassettenne nel 1928 con il West Bromwich Albion.
Durante la prima stagione esordì in Second Division il 5 marzo 1930 nella sconfitta esterna contro il Blackpool e giocò una sola altra partita.
L'annata seguente il West Bromwich ottenne la promozione in First Division e conquistò la FA Cup 1930-1931, ma Murphy non si era ancora affermato nel suo club e ripeté il bilancio finale del 1929-1930: due presenze in campionato e nessuna rete.
Fu con il ritorno del West Bromwich in First Division che il calciatore gallese iniziò a inserirsi stabilmente nella formazione titolare; dal 1931-1932 al 1934-1935 collezionò un totale di 149 presenze tra Campionato e Coppa nazionale, aiutando la sua squadra a insediarsi per quattro anni consecutivi nelle prime dieci posizioni (nel Campionato 1932-1933 i Baggies chiusero al quarto posto).
Prima di trasferirsi allo Swindon Town nel 1938, raggiunse con il West Bromwich la finale di FA Cup 1934-1935 che vide trionfare per 4-2 lo Sheffield Wednesday.
La sua carriera di calciatore venne poi bruscamente interrotta dello scoppio della seconda guerra mondiale.

### Dopo il ritiro: responsabile del settore giovanile e allenatore
Negli anni della seconda guerra mondiale Murphy tenne una lezione sul calcio a un gruppo di soldati.
A tale incontro era presente anche l'allenatore scozzese Matt Busby, che rimase tanto impressionato dal discorso di Murphy da ingaggiarlo per primo nel suo nuovo Manchester United.
Nel ruolo di collaboratore Murphy scoprì nuovi talenti, tra cui Duncan Edwards, Bobby Charlton e altri dei futuri Busby Babes, e li fece crescere.
Con l'arrivo di Busby, infatti, lo United si concentrò maggiormente sullo sviluppo dei propri calciatori giovani che progressivamente avrebbero rimpiazzato gli elementi di esperienza presenti nella formazione titolare.
Matt Busby nel disastro aereo di Monaco di Baviera del 6 febbraio 1958 riportò gravi ferite, dovendo temporaneamente abbandonare la guida del Manchester.
Murphy, che era scampato al disastro in quanto impegnato con la nazionale gallese nello spareggio con Israele, per le qualificazioni al campionato mondiale di calcio 1958, divenne dunque de facto l'allenatore del club inglese e, con una squadra in emergenza di uomini da schierare, riuscì a condurre lo United alla finale della FA Cup 1957-1958.
Da commissario tecnico guidò per otto anni (1956-1964) il Galles.
Tra i maggiori successi, in questo senso, figurano la prima qualificazione della sua nazionale ai Mondiali e il raggiungimento nella stessa edizione svedese dei quarti di finale; la compagine gallese si arrese solo ai futuri campioni del Brasile, che si imposero grazie a un gol del giovane Pelé.
Nonostante le offerte pervenutegli per gestire la Nazionale brasiliana, l'Arsenal e la Juventus, Murphy rimase all'Old Trafford in qualità di assistente fino al 1971.
Non amava particolarmente emergere come protagonista assoluto, e fu anche per questa ragione che mai aspirò a diventare il nuovo manager del Manchester United.
Morì a 79 anni nel novembre 1989.

## Statistiche

### Presenze e reti nei club
| Stagione             | Squadra              | Campionato           | Campionato | Campionato | Coppe nazionali | Coppe nazionali | Coppe nazionali | Coppe continentali | Coppe continentali | Coppe continentali | Altre coppe | Altre coppe | Altre coppe | Totale | Totale |
| Stagione             | Squadra              | Comp                 | Pres       | Reti       | Comp            | Pres            | Reti            | Comp               | Pres               | Reti               | Comp        | Pres        | Reti        | Pres   | Reti   |
| -------------------- | -------------------- | -------------------- | ---------- | ---------- | --------------- | --------------- | --------------- | ------------------ | ------------------ | ------------------ | ----------- | ----------- | ----------- | ------ | ------ |
| 1929-1930            | West Bromwich        | FD                   | 2          | 0          | FA              | 0               | 0               | -                  | -                  | -                  | -           | -           | -           | 2      | 0      |
| 1930-1931            | West Bromwich        | FD                   | 2          | 0          | FA              | 0               | 0               | -                  | -                  | -                  | -           | -           | -           | 2      | 0      |
| 1931-1932            | West Bromwich        | FD                   | 27         | 0          | FA              | 1               | 0               | -                  | -                  | -                  | -           | -           | -           | 28     | 0      |
| 1932-1933            | West Bromwich        | FD                   | 34         | 0          | FA              | 2               | 0               | -                  | -                  | -                  | -           | -           | -           | 36     | 0      |
| 1933-1934            | West Bromwich        | FD                   | 35         | 0          | FA              | 2               | 0               | -                  | -                  | -                  | -           | -           | -           | 37     | 0      |
| 1934-1935            | West Bromwich        | FD                   | 41         | 0          | FA              | 7               | 0               | -                  | -                  | -                  | -           | -           | -           | 48     | 0      |
| 1935-1936            | West Bromwich        | FD                   | 16         | 0          | FA              | 0               | 0               | -                  | -                  | -                  | -           | -           | -           | 16     | 0      |
| 1936-1937            | West Bromwich        | FD                   | 21         | 0          | FA              | 5               | 0               | -                  | -                  | -                  | -           | -           | -           | 26     | 0      |
| 1937-1938            | West Bromwich        | FD                   | 23         | 0          | FA              | 2               | 0               | -                  | -                  | -                  | -           | -           | -           | 25     | 0      |
| 1938-1939            | West Bromwich        | FD                   | 3          | 0          | FA              | 0               | 0               | -                  | -                  | -                  | -           | -           | -           | 3      | 0      |
| Totale West Bromwich | Totale West Bromwich | Totale West Bromwich | 204        | 0          |                 | 19              | 0               |                    | -                  | -                  |             | -           | -           | 223    | 0      |
| 1938-1939            | Swindon Town         | TDS                  | ?          | ?          | FA              | ?               | ?               | -                  | -                  | -                  | -           | -           | -           | 4      | 0      |
| Totale Swindon Town  | Totale Swindon Town  | Totale Swindon Town  | ?          | ?          |                 | ?               | ?               |                    | -                  | -                  |             | -           | -           | 4      | 0      |
| Totale               | Totale               | Totale               | 204        | 0          |                 | 19              | 0               |                    | -                  | -                  |             | -           | -           | 227    | 0      |

### Cronologia presenze e reti in nazionale
| Cronologia completa delle presenze e delle reti in nazionale ― Galles | Cronologia completa delle presenze e delle reti in nazionale ― Galles | Cronologia completa delle presenze e delle reti in nazionale ― Galles | Cronologia completa delle presenze e delle reti in nazionale ― Galles | Cronologia completa delle presenze e delle reti in nazionale ― Galles | Cronologia completa delle presenze e delle reti in nazionale ― Galles | Cronologia completa delle presenze e delle reti in nazionale ― Galles | Cronologia completa delle presenze e delle reti in nazionale ― Galles |
| Data                                                                  | Città                                                                 | In casa                                                               | Risultato                                                             | Ospiti                                                                | Competizione                                                          | Reti                                                                  | Note                                                                  |
| --------------------------------------------------------------------- | --------------------------------------------------------------------- | --------------------------------------------------------------------- | --------------------------------------------------------------------- | --------------------------------------------------------------------- | --------------------------------------------------------------------- | --------------------------------------------------------------------- | --------------------------------------------------------------------- |
| 16-11-1932                                                            | Wrexham                                                               | Galles                                                                | 0 – 0                                                                 | Inghilterra                                                           | Torneo Interbritannico                                                | -                                                                     |                                                                       |
| 7-12-1932                                                             | Wrexham                                                               | Galles                                                                | 4 – 1                                                                 | Irlanda del Nord                                                      | Torneo Interbritannico                                                | -                                                                     |                                                                       |
| 25-3-1933                                                             | Colombes                                                              | Francia                                                               | 1 – 1                                                                 | Galles                                                                | Amichevole                                                            | -                                                                     |                                                                       |
| 4-10-1933                                                             | Cardiff                                                               | Galles                                                                | 3 – 2                                                                 | Scozia                                                                | Torneo Interbritannico                                                | -                                                                     |                                                                       |
| 15-11-1933                                                            | Newcastle upon Tyne                                                   | Inghilterra                                                           | 1 – 2                                                                 | Galles                                                                | Torneo Interbritannico                                                | -                                                                     |                                                                       |
| 29-9-1934                                                             | Cardiff                                                               | Galles                                                                | 0 – 4                                                                 | Inghilterra                                                           | Torneo Interbritannico                                                | -                                                                     |                                                                       |
| 21-11-1934                                                            | Aberdeen                                                              | Scozia                                                                | 3 – 2                                                                 | Galles                                                                | Torneo Interbritannico                                                | -                                                                     |                                                                       |
| 27-3-1935                                                             | Wrexham                                                               | Galles                                                                | 3 – 1                                                                 | Irlanda del Nord                                                      | Torneo Interbritannico                                                | -                                                                     |                                                                       |
| 5-10-1935                                                             | Cardiff                                                               | Galles                                                                | 1 – 1                                                                 | Scozia                                                                | Torneo Interbritannico                                                | -                                                                     |                                                                       |
| 5-2-1936                                                              | Wolverhampton                                                         | Inghilterra                                                           | 1 – 2                                                                 | Galles                                                                | Torneo Interbritannico                                                | -                                                                     |                                                                       |
| 11-3-1936                                                             | Belfast                                                               | Irlanda del Nord                                                      | 3 – 2                                                                 | Galles                                                                | Torneo Interbritannico                                                | -                                                                     |                                                                       |
| 2-12-1936                                                             | Dundee                                                                | Scozia                                                                | 1 – 2                                                                 | Galles                                                                | Torneo Interbritannico                                                | -                                                                     |                                                                       |
| 17-3-1937                                                             | Wrexham                                                               | Galles                                                                | 4 – 1                                                                 | Irlanda del Nord                                                      | Torneo Interbritannico                                                | -                                                                     |                                                                       |
| 30-10-1937                                                            | Cardiff                                                               | Galles                                                                | 2 – 1                                                                 | Scozia                                                                | Torneo Interbritannico                                                | -                                                                     |                                                                       |
| 17-11-1937                                                            | Middlesbrough                                                         | Inghilterra                                                           | 2 – 1                                                                 | Galles                                                                | Torneo Interbritannico                                                | -                                                                     |                                                                       |
| Totale                                                                |                                                                       | Presenze                                                              | 15                                                                    |                                                                       | Reti                                                                  | 0                                                                     |                                                                       |

## Palmarès

### Club

#### Competizioni nazionali
- Coppa d'Inghilterra: 1

West Bromwich: 1930-1931